# Hapax legomenon
Hapax legomenon (ř. ἅπαξ λεγόμενον, tj. jedinkrát řečené) nebo pouze hapax znamená slovo, které se v určitém textovém souboru vyskytuje jen jednou. Textovým souborem mohou být veškeré písemnosti v daném jazyce, spisy určitého autora apod.
Hapax legomena jsou zpravidla obtížně přeložitelná, zvláště pokud se vyskytují jen jednou ve všech literárních památkách určitého, zejména mrtvého jazyka. Zkoumání mrtvých jazyků je omezeno na zachované literární památky a významy jednotlivých slov se pak dají určovat jen podle jejich různých kontextů a použití, případně podle etymologie a slov podobných.
Zkoumání hapax legomen je důležité například v biblistice, při textové kritice a překladech biblických textů.

## Obecná charakteristika
Pojem hapax legomenon označuje slovo, resp. slovní tvar, který se vyskytuje v textu (v mluveném či psaném projevu) pouze jedenkrát. Hapax legomena se – vzhledem k nedostatečným dokladům o jejich původu – zpravidla nevyskytují ani ve slovnících. Nejčastější výskyt hapax legomenon je spojen zejména s malokorpusovými jazyky, jejich výskyt je však doložitelný i u ostatních jazyků. V jazyce se kromě slovního spojení hapax legomenon můžeme setkat ještě s pojmy jako dis legomenon, tris legomenon a tetrakis legomenon. Tato označení (dis, tris, tetrakis) odpovídají četnosti výskytu daného slova v textu, tato násobná označení nejsou však tolik užívána.
Výskyt hapax legomen ovlivňují následující faktory: délka textu, tematická bohatost textu, publikum, pro které je text určen, a časové období, v němž byl text vytvořen. Jako příklady hapax legomen uvádí Encyklopedický slovník češtiny např. výrazy: (ze staroslověnštiny) povslún, posvázanie; (ze slovníků Klaretovy družiny') posvěcen/posviecan, požlát; (z Rukopisu královédvorského) pietný, jarohlavý, dlúhopustý.

## Historie pojmu
Původ slova hapax legomenon je transliterací řeckého ἅπαξ λεγόμενον, což je možné přeložit jako „řečený pouze jednou“. Výskyt hapax legomenon ve starší literatuře je obtížněji zjistitelný, jelikož máme k dispozici jen omezený počet dochovaných textů; je tedy pravděpodobné, že některá slova nacházející se ve starší literatuře považujeme za hapaxy nenáležitě, z důvodu nedostatečné evidence. Dodnes existuje např. spousta nerozluštěných hebrejských slov. Vysoký výskyt hapax legomenon je spojen s Biblí, ve Starém zákoně je přibližně 400 slov považováno za přímá vyjádření hapax legomen.

## Hapax legomenona autorství
Znalost hapax legomenon by bylo možné využít při určování autorství psaných děl, jelikož výskyt hapaxů bývá spjat s určitým dílem či částí autorské tvorby. Konkrétním příkladem může být dramatická tvorba Williama Shakespeara obsahující v celé své šíři přibližně stejné procentuální zastoupení hapax legomen.

## Hapax legomenona frekvence výskytu
Hapax legomena nejsou jen jakousi statistickou náhodou, přestože mohou být snadno určována pomocí matematických pravidel jazyka. Tak fenomén hapax legomenon existuje ruku v ruce se Zipfovým zákonem, který říká, že relativní pořadí slova v textu a jeho frekvence je konstantní.
Čili platí r×f = c (slovo s největší četností se vyskytuje v textu dvakrát častěji než druhé nejčastější slovo, třikrát častěji než třetí, čtyřikrát častěji než čtvrté. Řada by takto pokračovala donekonečna). V závislosti na tvaru křivky, která je Zipfovým zákonem popisována, zjistíme, že značná část slov v korpusu se vyskytuje právě pouze jednou, jedná se tedy o hapax legomena. Ačkoli výskyt konkrétního hapaxu v určitém textu nelze očekávat příliš často, možnost výskytu blíže neurčeného hapax legomena je poměrně vysoká.
Frekvence hapax legomen souvisí s typem jazyka; jazyky syntetické obsahují vyšší počet hapax legomen než jazyky analytické. To je dáno skutečností, že analytické jazyky tvoří méně slovních forem, je u nich tedy větší šance, že dojde k opakování jednotlivých tvarů.

## Hapax legomenona bohatost slovní zásoby
Bohatství textu je charakterizováno všemi slovními tvary kromě pomocných sloves. V praxi lze hapax legomen užít právě k měření bohatosti slovní zásoby. Ovšem v případě, že slovní tvary nejsou lemmatizovány, charakterizují spíše bohatost forem v určitém jazyce. Jinými slovy, užití hapax legomen má své opodstatnění spíše při určování syntetičnosti či analytičnosti konkrétního jazyka. V homogenních textech střední délky tak hapaxy fungují spíše jako indikátory pozice daného jazyka na škále syntetických–analytických jazyků

## Hapax legomenona strojové zpracování jazyka
Výskyt hapax legomen v textu značně komplikuje možnosti automatického zpracování přirozeného jazyka a ztěžuje strojům možnost porozumět textu.
„Hapax legomenon společně s dalšími vzácnými jazykovými jevy tvoří zajímavý problém pro aplikace tvořené na základě korpusů: kvůli nízké frekvenci jejich výskytu neposkytují dostatečná data pro aplikace, jako je srovnávání jazyků nebo strojový překlad.“ („Hapax legomenon and other so called rare events present an interesting problem for corpus based applications: due to their low frequency, they fail to provide enough statistical data for applications like word alignment or statistical machine translation.“)

## Hapax legomenonvs.nonce word
Výraz „nonce word“ lze přeložit jako „záměrné slovo“. Zatímco hapax legomenon vypovídá o určitém textu, nikoli o původu slova nebo o jeho četnosti užívání v řeči, nonce word je utvořeno speciálně pro určitou příležitost či situaci. Oba pojmy tak stojí ve vzájemném napětí. Přesto v některých výkladech mohou oba termíny splývat; např. v díle Encyklopedia jazykovědy chápe Jozef Mistrik hapax legomenon podobně jako nonce word, tedy jako výraz, který „slouží například k ozvláštnění jazykových prostředků v uměleckém díle“. Tuto tendenci k synonymnímu užívání obou pojmů lze pozorovat především v uměleckých a publicistických textech.

## Příklady
- Autogyos (αυτογυος) je slovo ve starověké řečtině, označující zvláštní druh orby, které se vyskytuje jen jednou v díle Hésiodově a nenalézáme ho v žádném jiném antickém spise
- Lilith (לילית) je slovo, označující patrně noční bytost nebo lelka, které se vyskytuje ve Starém zákoně jen jednou v Izajášově proroctví 34, 14.
- Golem (hebrejsky: הגולם) označující zárodek, které se vyskytuje ve Starém zákoně jen jednou v Knize žalmů 139, 16. V Bibli kralické je pak použito pro golema překladové staročeské slovo trupel.
- eufémos (ευφημος) je slovo překládané jako dobropověstný a vyskytuje se jen jednou v Novém zákoně v Dopise Filipským 4, 8.
- Slova ramogna (zřejmě „přání šťastné cesty“, Očistec 11,25) a trasumanar („znadlidštění“, Ráj 1,70) v Dantově Božské komedii.
- Dle Clyde Pharra se v Íliadě vyskytuje 1097 hapax legomen a v Odyssei 865. [9]
- Velký počet lexikálních i gramatických hapax legomen („nedoložených slov“) je častým argumentem odpůrců ve sporu o RKZ.[10]